# 김미진 (희극인)
김미진(1975년 7월 1일 ~ )은 대한민국의 개그우먼이다.

## 학력
- 중앙여자고등학교
- 경희대학교 불어불문학과

## 수상
- 1999년 : KBS 개그우먼 공채 대상
- 2001년 : 대한민국 연예예술대상 희극연기상
- 2005년 : MBC 방송연예대상 코메디시트콤부문 신인상
- 2005년 : MBC 연기대상 라디오 특별상

## 출연작

### 방송
- 《개그콘서트》 (KBS2)
- 《웃는 day》 (MBC)
- 《생방송 금요와이드》 (MBC)
- 《무한도전》 (MBC)
- 《개그공화국》 (MBN)
- 《기분 좋은 날》 (MBC)
- 《TV는 사랑을 싣고》 (KBS2)

### 드라마
- 2001년 《보고싶은 얼굴》 (MBC)
- 2006년 《소울메이트》 (MBC) - 김미진 역
- 2011년 《최고의 사랑》 (MBC) - 한명정 역
- 2012년 《아이두 아이두》 (MBC) - 사보 편집부 직원 역 (특별출연)
- 2012년 《응답하라 1997》 (tvN) - 오미희 목소리 역 (특별출연)
- 2013년 《응답하라 1994》 (tvN) - 김혜수 목소리 역 (특별출연)
- 2015년 《맨도롱 또똣》 (MBC) - 부미라 역
- 2015년 《사랑하는 은동아》 (JTBC) - 고미순 역

### 영화
- 《티라노의 발톱》 - 원시인 역